# داملا سونمز
تیلیا داملا سونمز (به ترکی استانبولی: Tilya Damla Sönmez؛ زادهٔ ۳ مهٔ ۱۹۸۷ در استانبول) بازیگر و صداپیشه اهل ترکیه است. او بیشتر به‌خاطر بازی در فیلم‌های سینمایی سیبل و من تو هستم شناخته شده‌است. از نقش‌های برجسته او در مجموعه‌های تلویزیونی می‌توان به نقش جیلان در حکایت یک عشق، گلرو در نبرد گل‌ها و افسون در گودال اشاره کرد.
از دیگر مجموعه‌های تلویزیونی او می‌توان به احترام و ظهور امپراتوری‌ها: عثمانی اشاره کرد. همچنین او در سال ۲۰۲۰ به عنوان زیباترین زن سال ترکیه انتخاب شد.

## زندگی و حرفه
سونمز در ۳ مه ۱۹۸۷ در استانبول متولد شد. بازیگر زن ترک‌تبار چرکسی پس از فارغ‌التحصیلی از دبیرستان فرانسوی سنت جوزف، تحصیلات تئاتر خود را در دانشگاه سوربن پاریس آغاز کرد و تحصیلات تئاتر خود را در گروه تئاتر دانشگاه یدیتپه با بورسیه به پایان رساند. وی ویولن نیمه‌وقت را به مدت ۲ سال و پیانو را به مدت ۱ سال در هنرستان دولتی دانشگاه معمار سنان آموخت. او با استوارت برنی در آکادمی بلک نکسس نیویورک تحصیل کرد.
"بهترین بازیگر نقش مکمل زن" در چهل و ششمین جشنواره فیلم پرتقال طلایی در سال ۲۰۰۹ برای بازی در فیلم "بورنوا بورنوا", «استعدادهای جوان نویدبخش» در جوایز سینمایی و تئاتر صدری آلیشیکجوایز «جادوگر جوان» را در جشنواره فیلم زنان جاروی پرنده دریافت کرد.
در سال ۲۰۱۵، وی رئیس جوان جشنواره در هجدهمین جشنواره فیلم زنان جاروی پرنده بود و برای بازی در فیلم "سطح دریا" برنده جایزه "بهترین بازیگر زن" در بیست و یکمین جشنواره فیلم پیله طلایی و جشنواره بین‌المللی فیلم میلان (MIFF) شد.
نمایش "صورت‌های فلکی" پورتلاش سومین نمایش از زندگی تئاتری حرفه‌ای اوست که با نمایش "تنهایی غرب" از تئاتر یانتکی در سال ۲۰۱۲ آغاز شد و با نمایش "جنگ" در سال ۲۰۱۴ ادامه یافت. او برای بازی در نمایش "جنگ" جایزه "بهترین بازیگر نقش مکمل زن" را از مجله تئاتر جدید دریافت کرد.
سونمز در مجموعه‌های تلویزیونی و همچنین تئاتر و سینما شرکت می‌کند. در حالی که او از سال ۲۰۱۹ در سریال گودال بازی می‌کند، همراه با مجموعه‌های تلویزیونی مانند شب و روز، تورکان، حکایت یک عشق و نبرد گل‌ها (مجموعه تلویزیونی)، او همچنین همان سال در تولید نتفلیکس ظهور امپراتوری‌ها: عثمانی در سریال کوتاه ظاهر شد.

## فیلم‌شناسی
| فیلم           | فیلم                                   | فیلم               | فیلم                                    |
| سال            | عنوان                                  | نقش                | یادداشت                                 |
| -------------- | -------------------------------------- | ------------------ | --------------------------------------- |
| ۲۰۰۹           | پای برهنه در پردیس                     | ابرو               | شخصیت کمکی                              |
| ۲۰۰۹           | بورنوا بورنوا                          | اوزلم              | بازیگر نقش اصلی                         |
| ۲۰۱۰           | شغال                                   | دنیز               | شخصیت کمکی                              |
| ۲۰۱۰           | ماه‌پیکر سلطان                          | ماه‌پیکر سلطان      | بازیگر نقش اصلی                         |
| ۲۰۱۲           | مقصد نهایی آزادی                       | تولای              | بازیگر نقش اصلی                         |
| ۲۰۱۲           | داستان بلند                            | آیلا               | بازیگر نقش اصلی                         |
| ۲۰۱۳           | تو شب را روشن می‌کنی                    | دفنه               | بازیگر نقش اصلی                         |
| ۲۰۱۴           | سطح دریا                               | داملا              | بازیگر نقش اصلی                         |
| ۲۰۱۷           | تاکسیم هولدم                           | دفنه               | بازیگر نقش اصلی                         |
| ۲۰۱۷           | آیلا                                   | نوران              | بازیگر نقش اصلی                         |
| ۲۰۱۸           | سیبل                                   | سیبل               | بازیگر نقش اصلی                         |
| تلویزیون       |                                        |                    |                                         |
| سال            | عنوان                                  | نقش                | یادداشت                                 |
| ۲۰۰۴           | کفش‌های شیشه‌ای                          | گولچین             | شخصیت کمکی                              |
| ۲۰۰۴           | شانه به شانه                           | پلین               | شخصیت کمکی                              |
| ۲۰۰۵           | باز کردن درها                          | گولشن              | شخصیت کمکی                              |
| ۲۰۰۶           | آهنگ‌ها ساکت نشید                       | آیجان              | شخصیت کمکی                              |
| ۲۰۰۶           | شاهزاده خانم جعلی                      | صدف                | شخصیت کمکی                              |
| ۲۰۰۶–۲۰۰۷      | عشق طوفانی                             | ملدا تالای         | شخصیت کمکی                              |
| ۲۰۰۸           | امر کن فرمانده                         | کارامل             | شخصیت کمکی                              |
| ۲۰۰۸–۲۰۰۹      | شب و روز                               | پینار              | شخصیت کمکی                              |
| ۲۰۱۰–۲۰۱۱      | تورکان                                 | تورهان             | شخصیت کمکی                              |
| ۲۰۱۲           | شوبات                                  | گلین               | شخصیت کمکی                              |
| ۲۰۱۳–۲۰۱۴      | حکایت یک عشق                           | جیلان              | بازیگر نقش اصلی                         |
| ۲۰۱۴–۲۰۱۶      | نبرد گل‌ها                              | گلرو چلیک سیپاهی   | بازیگر نقش اصلی                         |
| ۲۰۱۷           | عشق و غرور                             | زینب               | بازیگر نقش اصلی                         |
| ۲۰۱۸           | ما بی‌گناه نیستیم                       | سلین               | بازیگر نقش اصلی                         |
| ۲۰۱۹–۲۰۲۱      | گودال                                  | افسون کنت/ کوچوالی | بازیگر نقش اصلی                         |
| ۲۰۲۰           | شعله‌ور                                 | خودش               | بازیگر مهمان                            |
| ۲۰۲۱–۲۰۲۲      | عزیز                                   | دلربا              | بازیگر نقش اصلی                         |
| فیلم کوتاه     |                                        |                    |                                         |
| سال            | عنوان                                  | نقش                | یادداشت                                 |
| ۲۰۱۱           | آلالا                                  | خواهر              |                                         |
| ۲۰۱۱           | نرده                                   | زن                 |                                         |
| تبلیغات        |                                        |                    |                                         |
| سال            | عنوان                                  | یادداشت            | یادداشت                                 |
| ۲۰۰۴           | آلویز                                  |                    |                                         |
| ۲۰۱۶           | ال‌سی وایکیکی - شمارش معکوس شروع شده‌است | دوبله              | دوبله                                   |
| ۲۰۱۷           | بیشل - قلبت را دوست داشته باش          | دوبله              | دوبله                                   |
| ۲۰۲۰           | لورئال پاریس                           |                    |                                         |
| سریال اینترنتی |                                        |                    |                                         |
| سال            | عنوان                                  | نقش                | یادداشت                                 |
| ۲۰۱۷           | ۷ صورت                                 | پینار              | یک قسمت در این سریال در بلوتی‌وی پخش شد. |
| ۲۰۲۰           | ظهور امپراتوری‌ها: عثمانی               | آنا                | بازیگر نقش اصلی                         |
| ۲۰۲۱           | احترام                                 | آریا شاهین         |                                         |

## کارهای تئاتر
| سال  | نام نمایش      | نویسنده             | کارگردان       | نقش    | یادداشت                 |
| ---- | -------------- | ------------------- | -------------- | ------ | ----------------------- |
| ۲۰۰۸ | سورمانشت       | سینان توزجو         | آریف آک‌کایا    |        | دستیار کارگردان         |
| ۲۰۰۹ | خرید و فروش    | مارک راون‌هیل        | مرات دالتابان  |        | طراحی پروژه / دراماتورژ |
| ۲۰۱۲ | تنهایی غرب     | مارتین مک‌دونا       | سرکان اوستونر  | گرلین  |                         |
| ۲۰۱۴ | جنگ            | لارش نورن           | سردار بیلیش    | بنینا  |                         |
| ۲۰۱۶ | ذرات           | نیک پین             | تامر جان ارکان | ماریان |                         |
| ۲۰۱۷ | یک تکه پلاستیک | ماریوس فون ماینبورگ | سوندوز هاشار   |        | هماهنگ‌کننده پروژه       |
| ۲۰۲۱ | هملت           | ویلیام شکسپیر       | ابراهیم چیچک   | اوفلیا | صحنه دیجیتال            |

## کارهای دوبله
| سال  | کاربرد       | اثر                         |
| ---- | ------------ | --------------------------- |
| ۲۰۲۰ | برنامه بودیو | داستان صباحاتین علی "غازها" |
| ۲۰۲۰ | استوریتل     | "بن کرک"- مادلین میلر       |

## جوایز
۲۰۰۹ - جوایز صیاد /بهترین بازیگر نقش مکمل زن
۲۰۰۹ - چهل و ششمین جشنواره بین‌المللی فیلم پرتقال طلایی / بهترین بازیگر نقش مکمل زن
۲۰۱۰ - پانزدهمین جوایز صدری آلیشیک / بازیگر آینده‌دار
۲۰۱۰ - جوایز یشیلچام / استعدادهای جوان
۲۰۱۴ - جوایز کار و موفقیت مجله تئاتر جدید / موفق‌ترین بازیگر زن سال در نقش مکمل
۲۰۱۴ - بیست و یکمین جشنواره بین‌المللی فیلم پیله طلایی / بهترین بازیگر زن
۲۰۱۵ - پانزدهمین جشنواره بین‌المللی فیلم میلان / بهترین بازیگر زن
۲۰۱۸_ بیست و پنجمین جشنواره بین‌المللی فیلم آدانا - جایزه بهترین بازیگر زن (سیبل)
۲۰۱۸_جشنواره فیلم کایسری/ چنار طلایی بهترین بازیگر زن (تکسیم هولدم)
۲۰۱۸_ بهترین بازی هفته فیلم لندن/جایزه بهترین بازی در هفته (سیبل)
۲۰۱۹_جشنواره بین‌المللی فیلم سیاتل/بهترین بازیگر زن
۲۰۱۹_جشنواره فیلم آنتالیا پرتقال طلایی/جایزه پرتقال طلایی بهترین بازیگر زن
۲۰۱۹_انجمن منتقدان ترکیه/بهترین بازیگر زن
۲۰۱۹_جشنواره بین‌المللی فیلم ترک، فرانکفورت/بهترین بازیگر زن
۲۰۲۰_جشنواره فیلم فلورانس/بهترین بازیگر زن